# Dricourt
Dricourt település Franciaországban, Ardennes megyében. Lakosainak száma 71 fő (2022. január 1.). Dricourt Coulommes-et-Marqueny, Leffincourt, Machault, Mont-Saint-Remy és Pauvres községekkel határos.

## Népesség
A település népességének változása:
| Lakosok száma | 119  | 79   | 120  | 86   | 88   | 86   | 84   | 84   | 80   | 71   |
|               | 1968 | 1982 | 1990 | 2006 | 2013 | 2015 | 2017 | 2019 | 2020 | 2022 |